# Натан Вербомен
Натан Вербомен (нід. Nathan Verboomen; 25 червня 1988, Левен) — бельгійський футбольний арбітр. Арбітр ФІФА та УЄФА з 2019 року. Судить матчі в Лізе Жупіле з 2016 року.

## Суддівська кар'єра
Натан Вербомен в молодості грав у футбол за ФК «Рапід Бертем». Кар'єру арбітра розпочав у сезоні 2003—2004 років. Дебютував у Лізе Жупіле у віці 28 років. 13 серпня 2016 року відсудив свій перший матч на найвищому рівні «Вестерло» — «Ейпен».
Він також відсудив кілька європейських матчів: відбіркові матчі Ліги Європи УЄФА та Ліги конференцій УЄФА.
Вербоомен відсудив рід ігор в Еерстедивізі та одну гру в чемпіонаті Греції у 2021 році.
На відбіркових матчах чемпіонату світу, Ліги Націй УЄФА Вербоомен працював четвертим арбітром в складі бригади арбітрів на чолі з Еріком Ламбрехтсом.
Свій перший матч на рівні збірних провів 26 березня 2023 року коли збірна Словенії перемогла збірну Сан-Марино з рахунком 2–0.

## Особисте життя
Вербомен працював учителем фізкультури в католицькій середній школі ордена Дона Боско, а потім став консультантом з питань харчування у бренді спортивного харчування 6d.